# Cryptophialoidea secunda
Cryptophialoidea secunda är en svampart som först beskrevs av Kuthub. & B. Sutton, och fick sitt nu gällande namn av Kuthub. & Nawawi 1987. Cryptophialoidea secunda ingår i släktet Cryptophialoidea, divisionen sporsäcksvampar och riket svampar.   Inga underarter finns listade i Catalogue of Life.